# Отмар Валтер
Отмар Курт Херман Валтер (на немски Ottmar Kurt Herrmann Walter, роден на 6 март 1924 в Кайзерслаутерн) е бивш германски футболист и световен шампион от 1954 г. Играе през 50-те години на XX век за Кайзерслаутерн и за германския национален отбор по футбол. Женен е за съпругата си Анелизе, от която има син Отмар.
Валтер носи националния екип на тогавашната Западна Германия между 1950 и 1955 г. и в 20 срещи бележи 10 гола.
Бащата на братята Валтер Лудвих преценява, че по-големият брат Фриц има талант и го праща да тренира футбол. За Отмар остава съвета да опита късмета си със състезателните автомобили.
По време на Втората световна война футболистът е мобилизиран във флота на Куксхафен и Кил. Там той играе за отбора на Куксхафен и с него постига класиране в местната Гаулига през 1943 г. Във финалната фаза на германския шампионат през същата година Отмар Валтер играе за Холщайн Кил. Северняците отпадат на полуфинала от Шалке 04, но все пак печелят бронзовите медали след категорична победа 4:1 срещу Виена (Австрия). Във войната Валтер е ранен в дясното коляно.
Заедно с брат си Фриц Валтер Отмар става шампион на Германия с Кайзерслаутерн през 1951 и 1953 г. За „червените дяволи“ той вкарва невероятните 336 гола в 321 официални срещи. Връх в кариерата му е обаче световната титла от 1954 г. в Швейцария, когато бундестима побеждава считания за непобедим отбор на Унгария с 3:2. След множество операции на коляното нападателят спира с футбола през 1956 г. и започва малък бизнес с бензиностанция.
По случай 80-годишнината на играча, му е връчен голям кръст за заслуги към Германия. Входът към северната трибуна на Фриц-Валтер-Щадион е кръстен на името на Отмар Валтер.